# Hotel Sierra Maestra
El Hotel Sierra Maestra (fundado con el nombre Hotel Rosita De Hornedo), se encuentra ubicado en la zona de la Puntilla de Miramar. Fue uno de los primeros grandes hoteles en ser construidos por inversionistas privados en la década de 1950 en La Habana.

## Historia

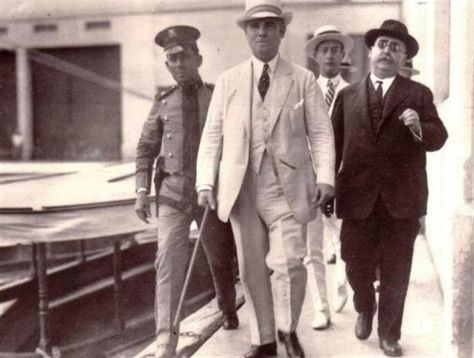
El senador Alfredo Hornedo Suárez (en el centro), miembro del Partido Liberal y dueño de numerosas propiedades.

Alfredo Hornedo y Suárez entró en política y fue elegido por el Partido Liberal, por primera vez en 1914, en La Habana. Posteriormente, llegó a Senador. Fue elegido en 1938 y reelecto en 1944 y 1948. Fue también delegado a la Asamblea Constituyente de 1940 y presidió el Partido Liberal entre 1939 y 1947. El hotel fue nombrado Rosita de Hornedo en honor a su segunda esposa, Rosita Almanza. 
Mandó construir otras propiedades en el área, incluyendo el Edificio Riomar de 201 apartamentos en los terrenos aledaños, también con el arquitecto Cristóbal Martínez Márquez. Alfredo Hornedo y Suárez también era el dueño del antiguo Teatro Blanquita, el cual abrió en 1950 y actualmente se llama Teatro Karl Marx, y el Casino Deportivo, que es actualmente el círculo social "Cristino Naranjo".  Dueño del Mercado Único de La Habana, el Mercado de Carlos III, el Casino Deportivo de La Habana, y los Periódicos El País, Excelsior, El Sol y El Crisol, además de dueño de dos cadenas radiales. Fue, además, quien construyó el Teatro Blanquita (hoy Teatro Karl Marx) y el Hotel Rosita Hornedo (hoy Hotel Sierra Maestra). 
El hotel y el resto de las propiedades de Hornedo fueron nacionalizadas tras el triunfo de la Revolución cubana de 1959. El nombre del hotel fue cambiado a "Sierra Maestra", un accidente montañoso del oriente de Cuba, desde donde se alzaron las guerrillas que impulsaron la lucha revolucionaria. El teatro corrió igual suerte y fue rebautizado como "Charles Chaplin" y, en 1975, como "Karl Marx". El hotel, ya nacionalizado, fue ametrallado por lanchas piratas en 1962. Los grupos terroristas que efectuaron estas y otras acciones estaban compuestos por contrarrevolucionarios cubanos, apoyados por la CIA.

## Galería

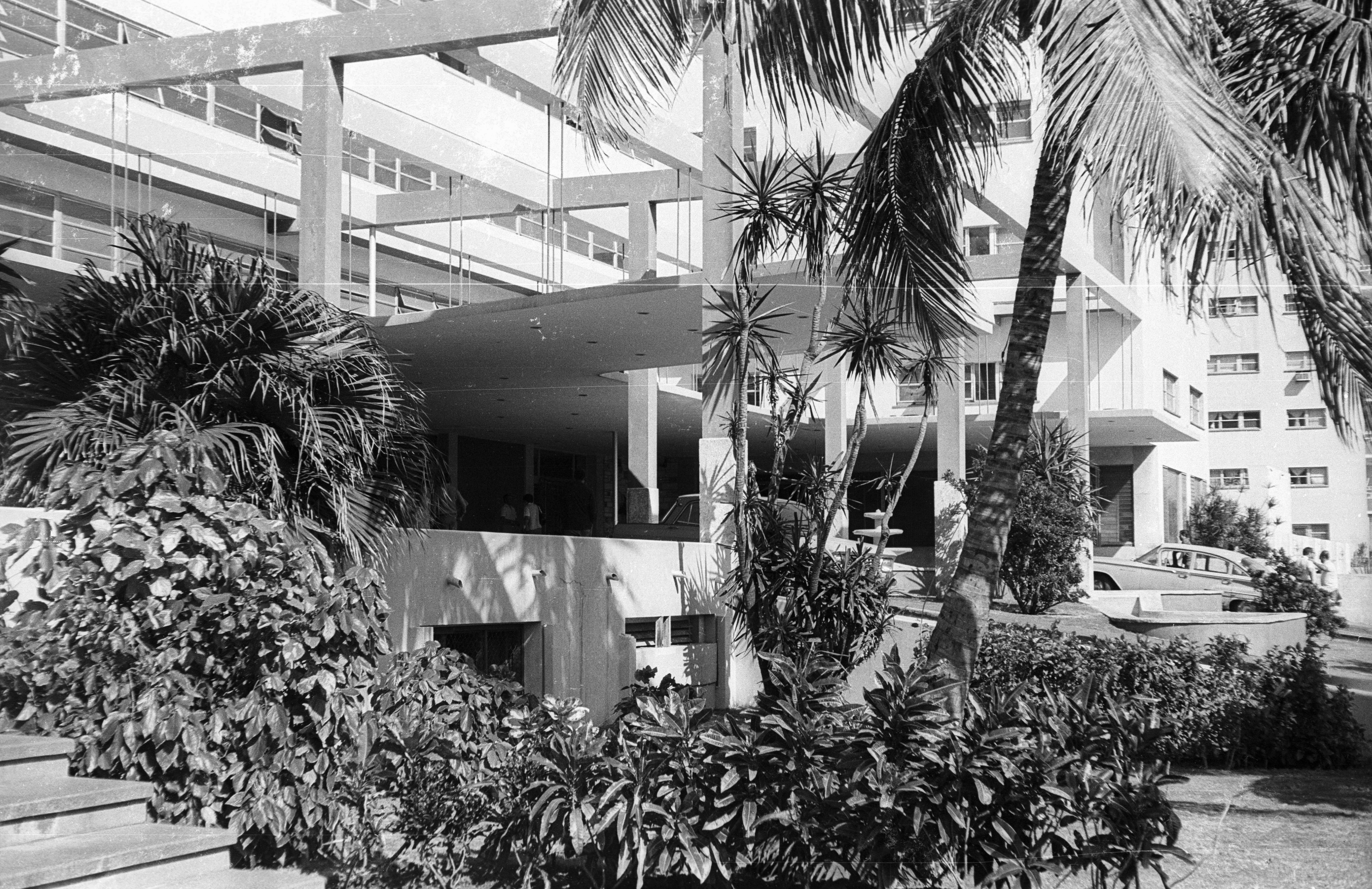
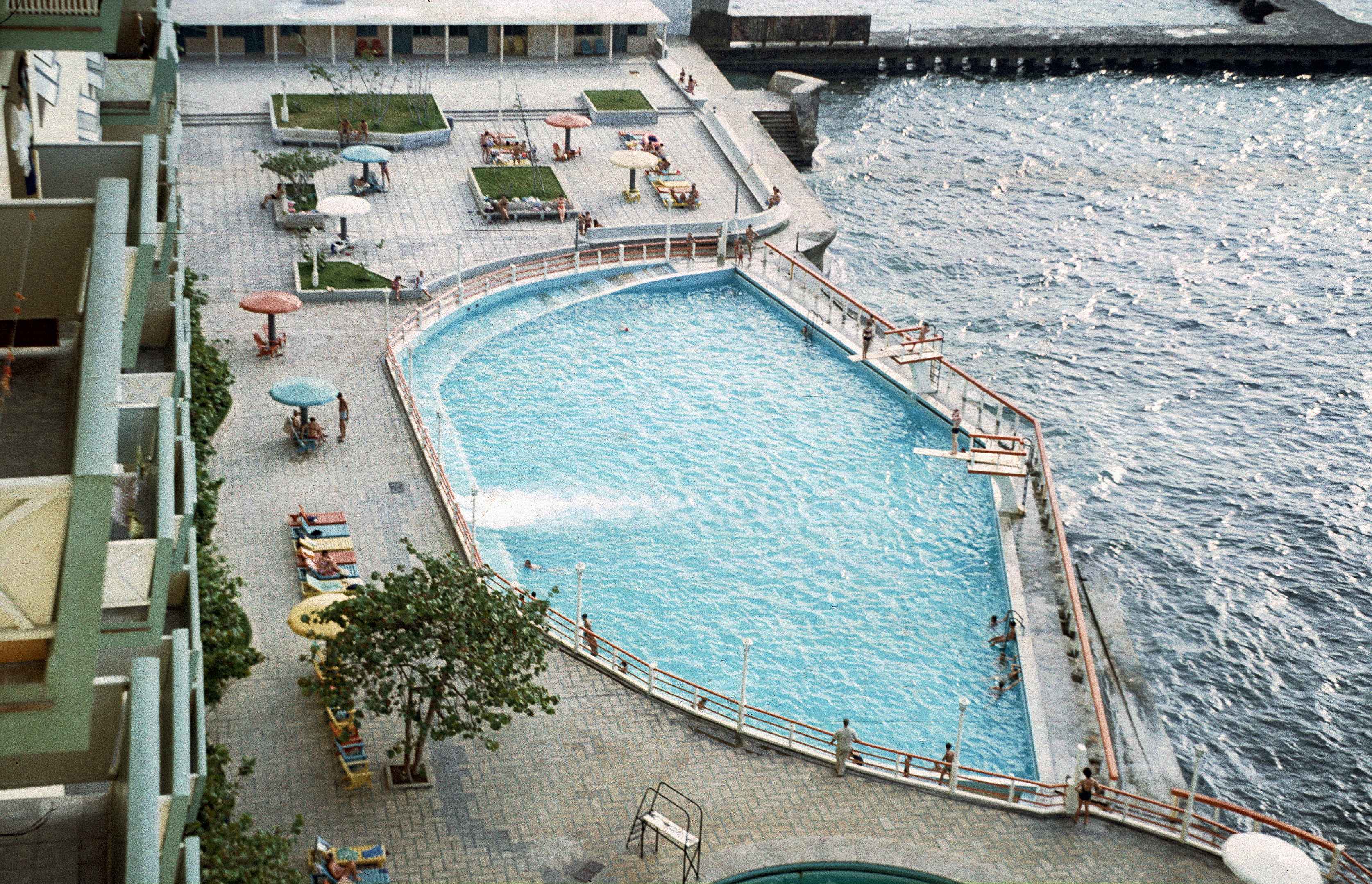
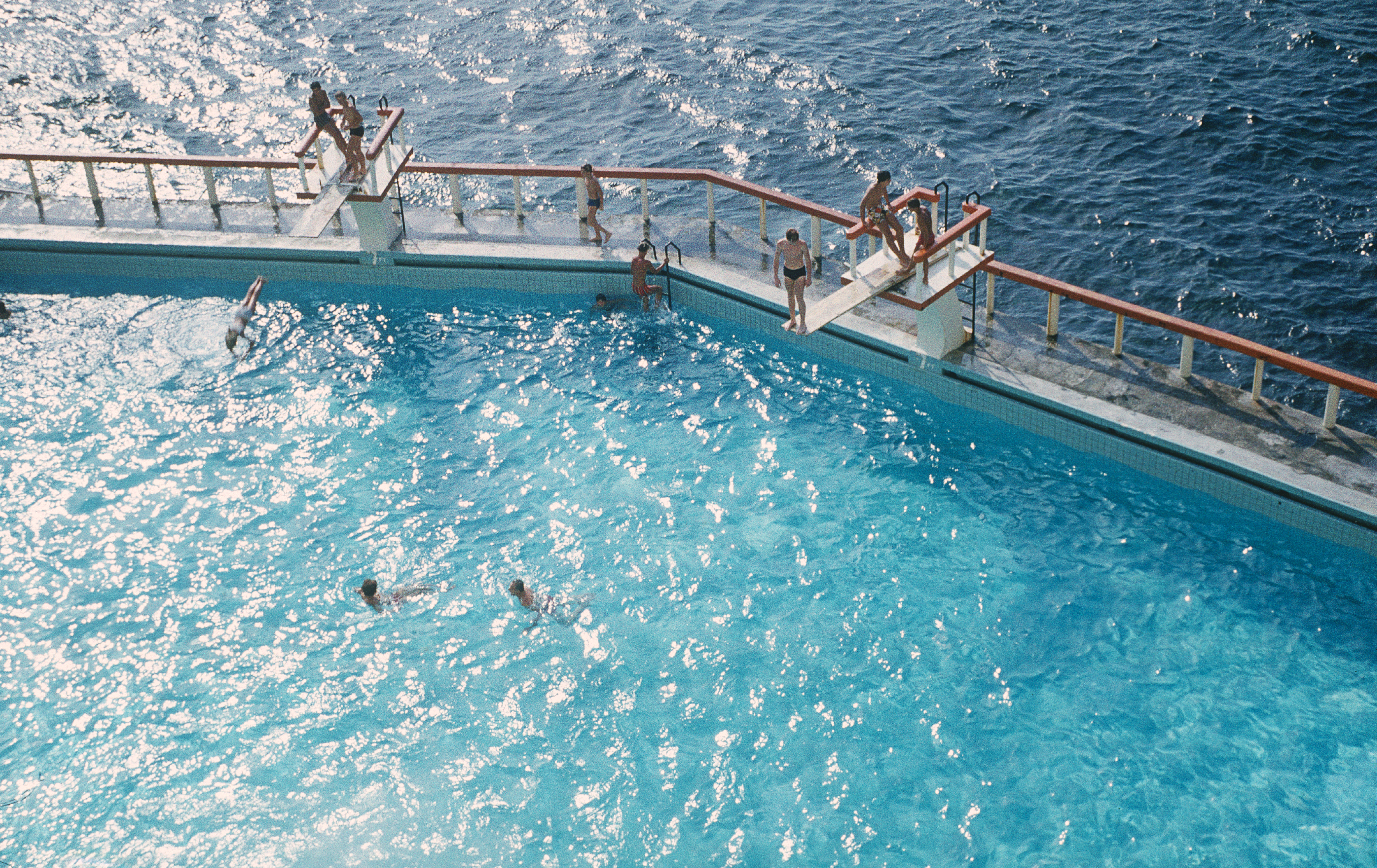
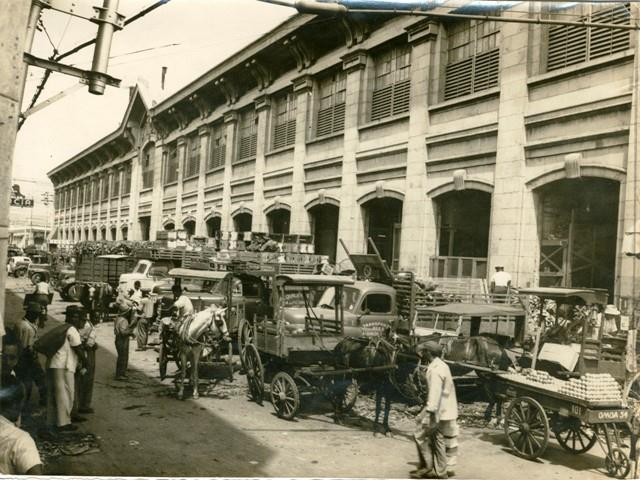
Mercado Único de La Habana.
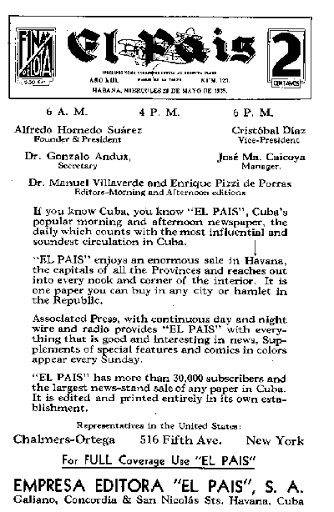
Ejemplar del periódico El País de 1938.